# Jonas Gonçalves Oliveira
Jonas Gonçalves Oliveira mais conhecido como  Jonas (Taiuva, 1 de abril de 1984) é um ex-futebolista brasileiro que atuava como segundo-atacante. 
Foi artilheiro do Campeonato Brasileiro de 2010 e marcou o segundo gol mais rápido da história da Liga dos Campeões da UEFA com apenas 10.96 segundos de jogo. É um dos 10 maiores artilheiros da história do Grêmio e o maior artilheiro brasileiro da história do Benfica, clube o qual defendeu de 2014 até o fim de sua carreira em 2019.

## Clubes

### Guarani
Jonas começou a sua carreira nos juniores do Guarani. Depois de um grande destaque na categoria sub-20 do bugre, estreou como futebolista profissional no Guarani aos 20 anos, em 2003. Por esse clube, foi um dos artilheiros da Série B de 2005, fazendo 12 gols, além de obter um destaque nas outras competições nacionais, como a Copa do Brasil e o Campeonato Paulista, fazendo belos gols. Depois dessa boa temporada, o jogador começou a chamar a atenção de clubes exterior. No ano seguinte, foi anunciado como novo reforço do Santos para disputar pela primeira vez em sua carreira, um Campeonato Brasileiro Série A, aos 21 anos de idade.

### Santos
O Santos foi um dos que primeiro manifestaram interesse, sendo o favorito para contar com o atacante na temporada seguinte. Em 2 de janeiro de 2006, esse mesmo clube contratou Jonas como novo reforço para a temporada. Pelo clube litorâneo, conquistou o Campeonato Paulista de 2006. Nessa competição, marcou quatro gols em cinco jogos. Entretanto, teve uma séria lesão e foi submetido a uma cirurgia no joelho, o que o obrigou a ficar parado por mais de seis meses.
Em 2007, Jonas voltou aos campos. Marcou quatro gols no Campeonato Paulista, em que se sagrou bicampeão paulista. No entanto, o jogador acabou por ficar na reserva do Santos.

### Grêmio
Sendo assim, em 12 de setembro de 2007, Jonas foi apresentado pelo Grêmio como novo reforço do clube para o ataque. O clube havia comprado parte de seus direitos federativos.
Estreou pelo Grêmio no Grenal realizado no dia 16 de setembro de 2007, saindo lesionado no início do segundo tempo e sendo substituído por Luciano Fonseca.
Até o final do ano de 2007, permaneceu sendo titular da equipe. Foi dele o gol, de cabeça, após cruzamento do lateral direito colombiano Bustos, que decretou o rebaixamento do Corinthians no confronto válido pela última rodada do Campeonato Brasileiro de 2007. O placar do jogo acabou em empate por 1-1, concretizando a primeira queda do Timão, que precisava vencer para escapar da degola.
No início de 2008 o atacante perdeu a titularidade após a chegada de alguns reforços, chegando a nem fazer parte da lista de concentrados em alguns jogos. Ele só voltou aos titulares no jogo contra o XV de Novembro, em 26 de março, quando marcou um belo gol chutando "de primeira" e outro de cabeça, enquanto estava deitado. Entretanto, a sua boa atuação não foi o suficiente para fazê-lo retomar a condição de titular que outrora teve. Entrava um poucas partidas, geralmente no segundo tempo. Na semifinal do Campeonato Gaúcho daquele ano, foi expulso logo após marcar um gol a favor do Grêmio sobre o Juventude. Derrotado pelo placar de 3-2, o Grêmio seria eliminado da competição e boa parte do elenco ficaria desgastada junto a torcida. Depois de algum tempo, Jonas não chegou a entrar mais nos jogos. A crítica mais persistente da imprensa seria a da sua falta de força física, o que o deixa em desvantagem frente aos zagueiros do time adversário.
Após amargurar cerca de sete meses sem jogar regularmente, teve a condição de sair do clube, em julho de 2008. Ao todo, marcou 78 gols, sendo 69 em jogos oficiais.

### Portuguesa
A Portuguesa apresentou Jonas como novo reforço em 7 de julho de 2008. O clube paulista acertou um empréstimo sem custos, sendo que a Lusa pagava apenas o salário. Motivado pela chance de ser novamente titular, Jonas voltou a fazer gols e ter grandes atuações.
Na Portuguesa, Jonas foi destaque, sendo o artilheiro da equipe no Campeonato Brasileiro, na frente de Edno. Jonas marcou nove gols no Campeonato Brasileiro de 2008 enquanto Edno balançou a redes nove vezes.[carece de fontes?]

### Retorno ao Grêmio
Após o final de contrato de empréstimo do jogador com a Portuguesa, Jonas voltou para o Grêmio, para ser aproveitado na temporada 2009. Ele fez a pré-temporada com o Tricolor e foi reincorporado ao grupo profissional do clube. A reestreia de Jonas ocorreu em 24 de janeiro de 2009, em partida contra o Esportivo, no Estádio Olímpico Monumental, em partida válida pelo Campeonato Gaúcho 2009. Jonas marcou um gol, aos 37 minutos do primeiro tempo. O jogo terminou em 5-0 a favor do Grêmio. Logo após a partida, Jonas afirmou que "o jogador (Jonas) precisa de sequência de jogos para ter confiança e mostrar bom futebol. Agora é colocar em prática o que eu fiz lá na Portuguesa e estou treinando aqui".
No dia 13 de março de 2009, o jornal espanhol Mundo Desportivo nomeou Jonas como "O pior atacante do Mundo" após o mesmo ter perdido consecutivas chances claras de gol pela Copa Libertadores 2009 no jogo contra o Boyacá Chicó, em Tunja, na Colômbia válido pela 2ª rodada de ida da fase de grupos. Porém, Jonas minimizou o fato e seguiu a jogar o seu futebol. Mostrou evolução ao marcar três gols contra o São José, partida que o Grêmio ganhou por 6x1, e foi decisivo anotando um dos gols do Grêmio em vitória sobre o Aurora, da Bolívia, já no jogo seguinte da Libertadores da América.
No segundo semestre de 2009, Jonas alcançaria de vez a titularidade. Empilhando gols, formou ao lado do argentino Maxi Lopez uma das melhores duplas de ataque do futebol brasileiro. Porém, no dia 10 de outubro de 2009, o Campeonato Brasileiro havia acabado para Jonas. No fim do segundo tempo da partida contra o Corinthians, ao cair no chão após dividir uma bola no alto com Chicão, o atacante gremista torceu o tornozelo, tendo de ser substituído. O jogador deixou o gramado chorando devido às fortes dores. O artilheiro tricolor na competição, e artilheiro do campeonato no momento da contusão, não quis conceder entrevista na saída de campo, sendo levado para o vestiário. Mesmo tendo abandonado cedo a competição, Jonas ao fim do ano seria o artilheiro do Grêmio na temporada, com 24 gols.[carece de fontes?]
No dia 8 de abril de 2010, completou 100 jogos oficiais pelo Grêmio na partida contra o Pelotas pelas semifinais da Taça Fábio Koff (2º turno do Campeonato Gaúcho 2010).
A temporada de 2010 foi a melhor da carreira de Jonas, cravando recordes históricos no Grêmio e sagrando-se artilheiro do Campeonato Gaúcho e do Campeonato Brasileiro. Com seus 23 gols no Brasileirão, Jonas fixou-se como o maior artilheiro do Grêmio em uma única edição do Campeonato Brasileiro, ultrapassando os então recordistas Rodrigo Fabri e Cláudio Pitbull, que têm, cada um, 19 gols anotados em 2002 e 2004, respectivamente. Jogando ao lado de seu fiel escudeiro André Lima, Jonas foi o maior artilheiro brasileiro da temporada de 2010, empatado com Neymar, então jogador do Santos, ambos quebrando a barreira dos 40 gols.
Ao longo dessa bela temporada, Jonas começo a ser conhecido como "Mestre Jonas", porque era assim que o narrador da Rádio Gaúcha, Marco Antônio Pereira, chamava-o e o apelido pegou na torcida gremista.
Em 2011, ainda disputou duas partidas pelo Campeonato Gaúcho, marcando três gols. No seu último jogo pelo Grêmio, marcou os dois gols na virada de 2x1 contra o São José, depois de ser vaiado por parte da torcida quando o Grêmio ainda estava em desvantagem no placar. Logo após o segundo gol, Jonas desabafou, xingando e mandando a torcida se calar, indignado pela atitude da torcida perante ao time e ao próprio atleta. Jonas havia renovado o contrato com o Tricolor por um ano, sendo o novo compromisso válido até o final de 2011 e com multa rescisória estipulada em R$ 2,8 milhões, considerada baixa no mercado do futebol, sendo condição imposta pelo jogador para renovação do vínculo. A baixa multa rescisória atraiu a atenção de clubes europeus e, no dia 24 de janeiro de 2011, dois dias antes da estreia do Grêmio na Copa Libertadores 2011, foi anunciada a venda de Jonas ao Valência, da Espanha.
Jonas somou ao todo 78 gols (69 oficiais) pelo time gaúcho, ultrapassando grandes nomes com história no clube, como Jardel, Cuca, Ronaldinho Gaúcho, Renato Portaluppi e André Catimba.

### Valencia
Em 24 de janeiro de 2011, beneficiado por um valor muito baixo de multa rescisória (1 milhão e 250 mil euros), Jonas rescindiu seu contrato com o Grêmio, transferindo-se para o Valencia. Braulio Vázques, secretário-técnico do clube espanhol, deu entrevista ao famoso jornal El País e elogiou o atacante, comparando-o a Nilmar, ex-atacante do Internacional, com passagem pelo futebol espanhol. Disse também que Jonas era "um segundo atacante que gosta de cair pelos lados. Chuta com as duas pernas e tem faro de gol". Jonas foi apresentado e treinou com o time no mesmo dia, recebendo a camisa de número 18.
Marcou seu primeiro gol pelos Ches em 27 de fevereiro, o último da vitória por 2 a 1 sobre o Athletic Bilbao. Seu segundo gol pelo clube veio em 24 de abril, numa partida contra o gigante Real Madrid, que terminou com o incomum placar de 6-3 favorável aos madrilenhos. Seu terceiro gol veio contra a Real Sociedad, em partida vencida por 3 a 0 pelo Valencia.
Em 2011, Jonas marcou o segundo gol mais rápido da história da Liga dos Campeões da UEFA, aos 10.96 segundos, na vitória de 3 a 1 do Valencia sobre o Bayer Leverkusen. O gol aconteceu apenas 0.84 segundos aquém da marca de Roy Makaay, que estabeleceu o recorde em 2007 enfrentando o Real Madrid pelo Bayern de Munique.
Sem continuidade no clube e preterido pelo técnico Nuno Espírito Santo, acabou sendo dispensado em 2014.

### Benfica
Em 12 de setembro de 2014, assinou um contrato com o Benfica por duas temporadas. Fez sua estreia pelo clube português no dia 5 de outubro de 2014, na vitória de 4x0 sobre o Arouca, marcando o 4º gol da partida. Após um início muito bom na equipe da capital portuguesa, assumiu rapidamente a artilharia da equipe e liderou o Benfica na conquista do campeonato português na temporada 2014-15. Em 2015-16, repetiu o feito, tornando-se também o artilheiro da competição, com 32 gols, sendo o primeiro jogador da década a superar a marca dos 30 gols pela liga de Portugal, quebrando também a hegemonia do colombiano Jackson Martínez, artilheiro da competição nas últimas três edições. Nesta temporada, Jonas chegou a liderar as estatísticas como maior goleador da Europa, mas acabou ultrapassado no decorrer das partidas, muito por conta de o Campeonato Português ter um formato mais enxuto - com menos partidas - do que as demais ligas europeias. Finalizou a segunda temporada nos Águias com 36 gols marcados em apenas 48 partidas.[carece de fontes?]
Ao final da temporada, Jonas foi sondado por clubes do futebol chinês e esteve perto de acertar a sua transferência, mas acabou permanecendo em Portugal para a temporada 2016-17.
Em agosto de 2016, após um bom início de temporada, sofreu uma grave lesão, da qual não chegou a se recuperar adequadamente, prejudicando o restante do semestre por conta de uma bactéria resultante de uma cirurgia no pé direito. Mesmo parado, foi notícia durante a janela de transferências, quando a imprensa portuguesa noticiou tratativas do atleta com o São Paulo, negadas pelo próprio clube.
Recuperado, voltou ao time em 2017, voltando também a marcar gols. Após marcar no empate do Benfica contra o Boavista por 3x3, pela 17ª rodada da liga, Jonas se tornou o maior artilheiro brasileiro da história do clube e o quarto maior artilheiro estrangeiro da instituição, com 72 gols.
No dia 9 de julho de 2019, depois de muitas especulações, o atleta, motivado, especialmente, por problemas físicos (sofria de uma lombalgia crônica), anunciou que deixaria de jogar futebol profissionalmente, aposentando-se dos gramados. A sua despedida ficou marcada por uma cerimônia em que Jonas foi substituído aos 10 minutos de jogo por Tiago Dantas e os torcedores ovacionaram o até então número 10 do Benfica. Nesse jogo os encarnados perderam por 1-2 para o Anderlecht.

## Seleção Brasileira
Recebeu sua primeira convocação para a Seleção Brasileira em março de 2011, sob o comando de Mano Menezes. Estreou num amistoso contra a Escócia, em 27 de março, substituindo Leandro Damião no decorrer da partida. Em 25 de julho do mesmo ano, recebeu sua segunda convocação, desta vez para um amistoso contra a Alemanha, a ser realizado no dia 10 de agosto. No dia 22 de setembro Jonas foi convocado novamente para os amistosos contra Costa Rica e México. Seus primeiros gols foram marcados na vitória sobre o Egito, quando marcou duas vezes na vitória por 2x0, em 14 de novembro de 2011.
No dia 19 de março de 2016, após uma contusão no jogador Roberto Firmino, Jonas foi novamente convocando para disputar duas partidas válidas pelas eliminatórias sul-americanas para a Copa de 2018. Em 21 de maio de 2016, em virtude de uma lesão de Ricardo Oliveira, Jonas seria convocado, no lugar do atacante santista, para a Copa América.

## Estatísticas
Até 3 de janeiro de 2017.

### Clubes
| Clube             | Temporada         | Campeonato nacional | Campeonato nacional | Campeonato nacional | Copa nacional[a] | Copa nacional[a] | Copa nacional[a] | Competições continentais[b] | Competições continentais[b] | Competições continentais[b] | Outros torneios[c] | Outros torneios[c] | Outros torneios[c] | Total | Total | Total   |
| Clube             | Temporada         | Jogos               | Gols                | Assist.             | Jogos            | Gols             | Assist.          | Jogos                       | Gols                        | Assist.                     | Jogos              | Gols               | Assist.            | Jogos | Gols  | Assist. |
| ----------------- | ----------------- | ------------------- | ------------------- | ------------------- | ---------------- | ---------------- | ---------------- | --------------------------- | --------------------------- | --------------------------- | ------------------ | ------------------ | ------------------ | ----- | ----- | ------- |
| Guarani           | 2005              | 25                  | 12                  | 0                   | 1                | 0                | 0                | —                           | —                           | —                           | —                  | —                  | —                  | 26    | 12    | 0       |
| Guarani           | Total             | 25                  | 12                  | 0                   | 1                | 0                | 0                | 0                           | 0                           | 0                           | 0                  | 0                  | 0                  | 26    | 12    | 0       |
| Santos            | 2006              | 15                  | 1                   | 0                   | 0                | 0                | 0                | 4                           | 0                           | 0                           | 5                  | 4                  | 0                  | 24    | 5     | 0       |
| Santos            | 2007              | 5                   | 0                   | 0                   | 0                | 0                | 0                | 8                           | 1                           | 0                           |                    | 4                  | 0                  | 13    | 5     | 0       |
| Santos            | Total             | 20                  | 1                   | 0                   | 0                | 0                | 0                | 12                          | 1                           | 0                           | 5                  | 8                  | 0                  | 37    | 10    | 0       |
| Grêmio            | 2007              | 12                  | 3                   | 1                   | —                | —                | —                | 0                           | 0                           | 0                           | —                  | —                  | —                  | 12    | 3     | 1       |
| Grêmio            | 2008              | 3                   | 0                   | 0                   | 0                | 0                | 0                | 0                           | 0                           | 0                           | —                  | —                  | —                  | 3     | 0     | 0       |
| Grêmio            | Total             | 15                  | 3                   | 1                   | 0                | 0                | 0                | 0                           | 0                           | 0                           | 0                  | 0                  | 0                  | 15    | 3     | 1       |
| Portuguesa        | 2008              | 25                  | 10                  | 4                   | —                | —                | —                | —                           | —                           | —                           | —                  | —                  | —                  | 25    | 10    | 4       |
| Portuguesa        | Total             | 25                  | 10                  | 4                   | 0                | 0                | 0                | 0                           | 0                           | 0                           | 0                  | 0                  | 0                  | 25    | 10    | 4       |
| Grêmio            | 2009              | 26                  | 14                  | 4                   | —                | —                | —                | 8                           | 2                           | 2                           | 15                 | 8                  | 0                  | 49    | 24    | 6       |
| Grêmio            | 2010              | 33                  | 23                  | 13                  | 9                | 8                | 0                | 2                           | 0                           | 0                           | 21                 | 11                 | 0                  | 65    | 42    | 13      |
| Grêmio            | 2011              | —                   | —                   | —                   | —                | —                | —                | —                           | —                           | —                           | 2                  | 3                  | 0                  | 2     | 3     | 0       |
| Grêmio            | Total             | 59                  | 37                  | 17                  | 9                | 8                | 0                | 10                          | 2                           | 2                           | 38                 | 22                 | 0                  | 116   | 69    | 19      |
| Valencia          | 2010–11           | 13                  | 3                   | 3                   | —                | —                | —                | 1                           | 0                           | 0                           | —                  | —                  | —                  | 14    | 3     | 3       |
| Valencia          | 2011–12           | 33                  | 10                  | 6                   | 7                | 4                | 1                | 13                          | 5                           | 5                           | —                  | —                  | —                  | 53    | 19    | 12      |
| Valencia          | 2012–13           | 35                  | 13                  | 6                   | 6                | 1                | 0                | 8                           | 5                           | 0                           | —                  | —                  | —                  | 49    | 19    | 6       |
| Valencia          | 2013–14           | 31                  | 10                  | 1                   | 1                | 0                | 0                | 8                           | 0                           | 0                           | —                  | —                  | —                  | 40    | 10    | 1       |
| Valencia          | Total             | 112                 | 36                  | 16                  | 14               | 5                | 1                | 30                          | 10                          | 5                           | 0                  | 0                  | 0                  | 156   | 51    | 22      |
| Benfica           | 2014–15           | 27                  | 20                  | 6                   | 3                | 6                | 0                | —                           | —                           | —                           | 5                  | 5                  | 2                  | 35    | 31    | 8       |
| Benfica           | 2015–16           | 34                  | 32                  | 14                  | 1                | 0                | 0                | 9                           | 2                           | 2                           | 4                  | 2                  | 2                  | 48    | 36    | 18      |
| Benfica           | 2016–17           | 19                  | 13                  | 4                   | 3                | 2                | 0                | 1                           | 0                           | 0                           | 5                  | 3                  | 0                  | 28    | 18    | 4       |
| Benfica           | 2017–18           | 30                  | 34                  | 6                   | 2                | 1                |                  | 6                           | 0                           |                             | 3                  | 2                  |                    |       |       |         |
| Benfica           | 2018–19           | 22                  | 11                  | 1                   | 3                | 2                |                  | 5                           | 2                           |                             | 1                  | 0                  |                    |       |       |         |
| Total             | 80                | 132                 | 110                 | 31                  | 12               | 11               | 10               | 2                           | 2                           | 14                          | 18                 | 12                 | 111                | 183   | 137   |         |
| Total na carreira | Total na carreira | 389                 | 209                 | 62                  | 36               | 24               | 1                | 73                          | 17                          | 9                           | 61                 | 42                 | 4                  | 586   | 297   | 76      |

- a. ^ Jogos da Copa do Brasil, Copa del Rey e Taça de Portugal
- b. ^ Jogos da Copa Libertadores, Copa Sul-Americana, Liga dos Campeões da UEFA e Liga Europa da UEFA
- c. ^ Jogos do Campeonato Paulista, Campeonato Gaúcho, Supertaça Cândido de Oliveira e Taça da Liga

### Seleção Brasileira
Abaixo estão listados todos jogos e gols do futebolista pela Seleção Brasileira. Abaixo da tabela, clique em expandir para ver a lista detalhada dos jogos de acordo com a categoria selecionada.
Seleção principal

| Ano   |       |      |         |       |
| Ano   | Jogos | Gols | Assist. | Média |
| ----- | ----- | ---- | ------- | ----- |
| 2011  | 5     | 2    | 0       | 0,4   |
| 2012  | 3     | 0    | 0       | 0     |
| 2016  | 4     | 1    | 1       | 0,25  |
| Total | 12    | 3    | 1       | 0,25  |

|     | Data                    | Local                         | Resultado | Adversário           | Gol(s) | Competição                     |
| --- | ----------------------- | ----------------------------- | --------- | -------------------- | ------ | ------------------------------ |
| 1.  | 27 de março de 2011     | Londres, Inglaterra           | 2–0       | Escócia              | 0      | Amistoso                       |
| 2.  | 7 de outubro de 2011    | San José, Costa Rica          | 1–0       | Costa Rica           | 0      | Amistoso                       |
| 3.  | 11 de outubro de 2011   | Torreón, México               | 2–1       | México               | 0      | Amistoso                       |
| 4.  | 10 de novembro de 2011  | Libreville, Gabão             | 2–0       | Gabão                | 0      | Amistoso                       |
| 5.  | 14 de novembro de 2011  | Doha, Catar                   | 2–0       | Egito                | 2      | Amistoso                       |
| 6.  | 28 de fevereiro de 2012 | São Galo, Suíça               | 2–1       | Bósnia e Herzegovina | 0      | Amistoso                       |
| 7.  | 7 de setembro de 2012   | São Paulo, Brasil             | 1–0       | África do Sul        | 0      | Amistoso                       |
| 8.  | 10 de setembro de 2012  | Recife, Brasil                | 8–0       | China                | 0      | Amistoso                       |
| 9.  | 29 de março de 2016     | Assunção, Paraguai            | 2–2       | Paraguai             | 0      | Elim. da Copa do Mundo de 2018 |
| 10. | 29 de maio de 2016      | Commerce City, Estados Unidos | 2–0       | Panamá               | 1      | Amistoso                       |
| 11. | 4 de junho de 2016      | Pasadena, Estados Unidos      | 0–0       | Equador              | 0      | Copa América Centenário        |
| 12. | 8 de junho de 2016      | Orlando, Estados Unidos       | 7–1       | Haiti                | 0      | Copa América Centenário        |

## Títulos
Santos
- Campeonato Paulista: 2006 e 2007[31]

Grêmio
- Campeonato Gaúcho: 2010
- Taça Fronteira da Paz: 2010

Valencia
- Troféu Naranja: 2011, 2012, 2013, 2014
- Troféu Cidade de Valladolid: 2013[32]
- Copa Emirates: 2014[33]

Benfica
- Campeonato Português: 2014–15, 2015–16, 2016-17, 2018–19
- Taça de Portugal: 2016–17
- Taça da Liga: 2014–15, 2015-16
- Supertaça Cândido de Oliveira: 2016, 2017
- Algarve Cup: 2017[34]

### Prêmios individuais
- Bola de Prata (Primeira Liga): 2016, 2018
- Melhor jogador do futebol português em 2017[35]
- Bola de Prata (Campeonato Brasileiro): 2010
- Futebolista do Ano da Primeira Liga: 2014–15, 2015–16
- Seleção do Campeonato do Prêmio Craque do Brasileirão: 2010
- Troféu "Rei do Gol" do Prêmio Craque do Brasileirão: 2010
- Melhor Segundo Atacante do Campeonato Brasileiro (Troféu Mesa Redonda): 2010
- Prêmio Arthur Friedenreich: 2010 (empatado com Neymar)
- Chuteira de Ouro das Américas: 2011
- Seleção do Campeonato Gaúcho: 2010

### Artilharias[36]
- Campeonato Brasileiro de 2010 (23 gols)
- Copa da Hora de 2010 (2 gols)
- Taça de Portugal de 2014–15 (6 gols)
- Primeira Liga de 2015–16 (32 gols)
- Primeira Liga de 2017–18 (34 gols)